# Miltochrista
Genre
Miltochrista est un genre de lépidoptères (papillons) de la famille des Erebidae et de la sous-famille des Arctiinae.
Une seule espèce de ce genre est présente en Europe : la Rosette (Miltochrista miniata). Les autres espèces se rencontrent en Asie.

## Liste des espèces
- Miltochrista aberrans Butler, 1877
- Miltochrista apuncta Rothschild, 1915
- Miltochrista bivittata Butler, 1885
- Miltochrista calamina Butler, 1877
- Miltochrista cardinalis Hampson, 1900
- Miltochrista coccinea (Moore, 1886)
- Miltochrista convexa Wileman
- Miltochrista curtisi Butler, 1881
- Miltochrista decussata Moore, 1877
- Miltochrista delicata (Moore, 1878)
- Miltochrista delicia (Swinhoe, 1891)
- Miltochrista delineata (Walker, 1854)
- Miltochrista dentata Wileman
- Miltochrista dentifascia Hampson, 1894
- Miltochrista duopunctata Semper, 1899
- Miltochrista eccentropis Meyrick, 1894
- Miltochrista effasciata (Felder, 1861)
- Miltochrista expressa Inoue, 1988
- Miltochrista fasciata Leech, 1899
- Miltochrista flexuosa Leech, 1899
- Miltochrista fuscozonata Inoue
- Miltochrista gratiosa (Guérin-Méneville, 1843)
- Miltochrista hololeuca Hampson, 1895
- Miltochrista indica (Moore, 1879)
- Miltochrista inflexa (Moore, 1878)
- Miltochrista inscripta (Walker, 1854)
- Miltochrista karenkonis Matsumura
- Miltochrista koshunica Strand
- Miltochrista linga (Moore, [1860])
- Miltochrista maculifasciata Hampson, 1894
- Miltochrista magna Hampson, 1894
- Miltochrista mesortha Hampson, 1898
- Miltochrista miniata (Forster, 1771)
- Miltochrista multidentata Hampson, 1900
- Miltochrista multistriata Hampson, 1894
- Miltochrista nigralba Hampson, 1894
- Miltochrista obscura Semper, 1899
- Miltochrista pallida (Bremer, 1864)
- Miltochrista phaeoxanthia Hampson, 1900
- Miltochrista plumbilineata Hampson, 1900
- Miltochrista postnigra Hampson, 1894
- Miltochrista proleuca Hampson, 1900
- Miltochrista prominens (Moore, 1878)
- Miltochrista pulchra Butler, 1877
- Miltochrista punicea (Moore, 1878)
- Miltochrista radians (Moore, 1878)
- Miltochrista rosacea (Bremer, 1861)
- Miltochrista rosaria Butler, 1877
- Miltochrista sanguinea (Moore, 1877)
- Miltochrista sauteri Strand
- Miltochrista spilosomoides (Moore, 1878)
- Miltochrista striata (Bremer & Grey, 1852)
- Miltochrista strigivenata Hampson, 1894
- Miltochrista takamukui Matsumura
- Miltochrista zebrina (Moore, 1878)
- Miltochrista ziczac (Walker, 1856)